# RJX Rio de Janeiro
Associação Desportiva RJX – brazylijski męski klub siatkarski z siedzibą w Rio de Janeiro, założony w 2011 roku. Występował w brazylijskiej Superlidze. RJX był jednym z najbogatszych na świecie klubem, zbudowany głównie z reprezentantów Brazylii. Jego właścicielem był Eike Batista, brazylijski miliarder, jeden z najbogatszych ludzi świata. 2014 roku klub został rozwiązany, gdyż zmagał się z problemami finansowymi.

## Sukcesy
Klubowe Mistrzostwa Ameryki Południowej:
- 2013

Mistrzostwo Brazylii:
- 2013

## Kadra

### Sezon 2013/2014
- Pierwszy trener : Marcelo Fronckowiak

| Nr                       | Imię i nazwisko                  | Data ur. | Wzrost | Pozycja      |
| ------------------------ | -------------------------------- | -------- | ------ | ------------ |
| 1                        | Bruno Rezende                    | 1986     | 190    | rozgrywający |
| 2                        | Robson Tadeu de Fazio            | 1979     | 208    | atakujący    |
| 3                        | Alexsandro Garcia Vicente        | 1990     | 190    | rozgrywający |
| 4                        | Thiago Sens                      | 1985     | 198    | przyjmujący  |
| 5                        | Silvio Sátiro dos Santos         | 1983     | 197    | środkowy     |
| 7                        | Thiago Alves                     | 1986     | 194    | przyjmujący  |
| 8                        | Rodrigo Leão                     | 1996     | 198    | przyjmujący  |
| 9                        | Leandro Vissotto Neves           | 1983     | 212    | atakujący    |
| 10                       | Vinícius Alessandro Santos       | 1986     | 197    | przyjmujący  |
| 12                       | Guilherme Brito Santos           | 1981     | 191    | rozgrywający |
| 14                       | Ualas Martins Conceição          | 1982     | 204    | środkowy     |
| 15                       | Riad Ribeiro                     | 1981     | 205    | środkowy     |
| 17                       | Maurício Souza                   | 1988     | 209    | środkowy     |
| 18                       | Rodrigo Santana                  | 1979     | 205    | środkowy     |
| 19                       | Mario da Silva Pedreira Junior   | 1982     | 192    | libero       |
| Odeszli w trakcie sezonu |                                  |          |        |              |
| 1                        | Bruno Rezende (01.2014)          | 1986     | 190    | rozgrywający |
| 4                        | Thiago Sens (01.2014)            | 1985     | 198    | przyjmujący  |
| 7                        | Thiago Alves (01.2014)           | 1986     | 194    | przyjmujący  |
| 9                        | Leandro Vissotto Neves (01.2014) | 1983     | 212    | atakujący    |
| 17                       | Maurício Souza (11.2013)         | 1988     | 209    | środkowy     |
| 18                       | Rodrigo Santana (01.2014)        | 1979     | 205    | środkowy     |

### Sezon 2012/2013
- Pierwszy trener : Marcelo Fronckowiak

| Nr | Imię i nazwisko                | Data ur. | Wzrost | Pozycja      |
| -- | ------------------------------ | -------- | ------ | ------------ |
| 1  | Bruno Rezende                  | 1986     | 190    | rozgrywający |
| 3  | Bernardo Roese                 | 1994     | 185    | rozgrywający |
| 4  | Thiago Sens                    | 1985     | 198    | przyjmujący  |
| 5  | Paulo Victor Costa da Silva    | 1986     | 198    | atakujący    |
| 6  | Rafael Koettker                | 1984     | 184    | libero       |
| 7  | Manius Abbadi                  | 1976     | 202    | przyjmujący  |
| 9  | Théo Lopes                     | 1983     | 200    | atakujący    |
| 11 | Thiago Alves                   | 1986     | 194    | przyjmujący  |
| 12 | Guilherme Brito Santos         | 1981     | 191    | rozgrywający |
| 13 | Renan Freire da Purificação    | 1991     | 196    | przyjmujący  |
| 14 | Ualas Martins Conceição        | 1982     | 204    | środkowy     |
| 15 | Riad Ribeiro                   | 1981     | 205    | środkowy     |
| 16 | Lucas Saatkamp                 | 1986     | 209    | środkowy     |
| 17 | Athos Ferreira Costa           | 1988     | 203    | środkowy     |
| 18 | Dante Amaral                   | 1980     | 201    | przyjmujący  |
| 19 | Mario da Silva Pedreira Junior | 1982     | 192    | libero       |

### Sezon 2011/2012
| Nr | Imię i nazwisko             | Data ur. | Wzrost | Pozycja      |
| -- | --------------------------- | -------- | ------ | ------------ |
| 1  | Alan Barbosa Domingos       | 1980     | 189    | libero       |
| 2  | Thiago Sens                 | 1985     | 198    | przyjmujący  |
| 3  | Luiz Felipe Fonteles        | 1984     | 198    | przyjmujący  |
| 4  | Marlon Muraguti             | 1977     | 189    | rozgrywający |
| 5  | Paulo Victor Costa da Silva | 1986     | 198    | atakujący    |
| 6  | Vitor Santos Gelli Dias     | 1991     | 184    | rozgrywający |
| 8  | Luiz Carvalho Roque         | 1979     | 196    | środkowy     |
| 9  | Théo Lopes                  | 1983     | 200    | atakujący    |
| 10 | Vinícius Alessandro Santos  | 1986     | 197    | przyjmujący  |
| 12 | Guilherme Brito Santos      | 1981     | 191    | rozgrywający |
| 13 | Renan Freire da Purificação | 1991     | 196    | przyjmujący  |
| 14 | Ualas Martins Conceição     | 1982     | 204    | środkowy     |
| 15 | Riad Ribeiro                | 1981     | 205    | środkowy     |
| 16 | Lucas Saatkamp              | 1986     | 209    | środkowy     |
| 18 | Dante Amaral                | 1980     | 201    | przyjmujący  |
| 19 | Carlos Eduardo Viana        | 1982     | 180    | libero       |